# Rabszolgasors (teleregény)
A Rabszolgasors (eredeti cím: Escrava Isaura) 1976 és 1977 között vetített brazil teleregény, amit Gilberto Braga alkotott Bernardo Guimarães regénye alapján. A főbb szerepekben Lucélia Santos, Rubens de Falco, Edwin Luisi, Léa Garcia és Gilberto Martinho látható.
Brazíliában 1976. október 11. és 1977. február 5. között tűzték műsorra a Rede Globon. Ez volt az első latin-amerikai teleregény, ami eljutott Európába, így Magyarországra is, az eredetihez képest jóval rövidebbre vágott változatban, mivel az európai nézők számára még szokatlanok voltak az ilyen hosszúságú sorozatok. A Magyar Televízió 1986. szeptember 2-ától tűzte műsorra, miután Horvát János, a Filmfőszerkesztőség akkori vezetője megvásárolta a sugárzási jogokat.
2004-ben a sorozatot (más szereplőkkel) újraforgatták „Isaura, a rabszolgalány” (A Escrava Isaura) címen. 167 epizódja volt, a főszerepet Bianca Rinaldi játszotta, magyarországi tévés bemutatója 2006. március 10-én volt. A sugárzási jogokat - saját elmondása szerint (lásd a Frizbi c. műsort Hajdú Péterrel!) - Friderikusz Sándor vásárolta meg olcsón, és adta tovább többszörös áron a magyar kábelszolgáltatóknak.

## Történet
Isaura, a rabszolgalány egy Rio de Janeiro melletti ültetvényen él keresztanyja és egyben úrnője,  Doña Ester védelme alatt, aki megvédi gonosz férje, Almeida zsarnokoskodásaitól. Isaura élete pokollá változik, amikor hazaérkezik a gróf fia, aki szerelmével üldözi, s minden alkalmat megragad, hogy megalázza, s éreztesse vele, hogy a rabszolgája. A rabszolgalány ezalatt megismeri édesapját, Miguelt, valamint találkozik Tobiasszal, a szomszédos birtok urával, akibe beleszeret. Kapcsolatuk kezd kiteljesedni, azonban Leoncio és intézője, Francisco megölik Tobiast, Isaurával pedig kegyetlenül elbánnak. Miguel, miután értesül lánya szerencsétlenségéről, megszökteti, és egy kisvárosba utaznak két rabszolgával, Andréval és Santával. Isaurának új hódolója akad Alvaro személyében, azonban kapcsolatukat nem nézi jó szemmel Andrade kapitány, aki saját lányát, Luciát akarja Alvaro oldalán látni.

## Szereplők
| Szerep                                | Színész             | Magyar hang     |
| ------------------------------------- | ------------------- | --------------- |
| Isaura dos Anjos / Elvira             | Lucélia Santos      | Detre Annamária |
| Leôncio Correia de Almeida            | Rubens de Falco     | Koroknay Géza   |
| Álvaro Santana dos Santos             | Edwin Luisi         | Nagy Gábor      |
| Rosa                                  | Léa Garcia          | Pálos Zsuzsa    |
| Horácio Correia de Almeida parancsnok | Gilberto Martinho   | Bács Ferenc     |
| Tobias Paes Vidal                     | Roberto Pirillo     | Dunai Tamás     |
| Malvina Fontoura                      | Norma Blum          | Földessy Margit |
| Henrique Fontoura                     | Mário Cardoso       | Csernák János   |
| André                                 | Haroldo de Oliveira | Rátóti Zoltán   |
| José Francisco                        | Isaac Bardavid      | Makay Sándor    |
| Januária                              | Zeni Pereira        | Győri Ilona     |
| Ester Côrrea de Almeida               | Beatriz Lyra        | Dallos Szilvia  |
| Miguel, Anselmo                       | Átila Iório         | Kiss Gábor      |
| Taís Vidal                            | Elisa Fernandes     | Borbás Gabi     |
| Conselheiro Fontoura                  | Dary Reis           | Pathó István    |
| Santa                                 | Maria das Graças    | Sáfár Anikó     |
| Carmen Magallens                      | Ângela Leal         | Kiss Mari       |
| José Mattoso                          | Ítalo Rossi         | Kaló Flórián    |
| Mattoso úr                            | Francisco Dantas    | Horkai János    |
| Aninha Mattoso                        | Myrian Rios         | Málnai Zsuzsa   |
| Beltrán                               | Carlos Duval        | ?               |
| Joao Baptista Martinho                | André Valli         | Szacsvay László |
| Lúcia Andrade                         | Clarisse Abujamra   | Balogh Erika    |
| Andrade kapitány                      | José María Monteiro | Bitskey Tibor   |
| Carolina Andrade                      | Gilda Sarmento      |                 |
| Geraldo                               | Ary Coslov          | Ujréti László   |
| Rita                                  | Neuza Borges        | Détár Enikő     |
| Palhares                              | Mário Polimeno      | Perlaki István  |
| Juliana                               | Lady Francisco      | nem szólal meg  |
| Alba Vidal                            | Amíris Veronese     | Czigány Judit   |
| Eneida                                | Ana María Grova     | Ráckevei Anna   |
| Jayme                                 | Almeida Santos      | Kenderesi Tibor |
| Dr. Alceu Dias Bernardes              | Aguinaldo Rocha     | Szatmári István |
| Madeleine Besançon                    | Henriette Morineau  | Komlós Juci     |
| Lucíola                               | Nena Ainhoren       | Farkas Zsuzsa   |
| Leonor                                | Marlene Figueiró    | Némedi Mari     |

## Szinkronstáb
- Főcím, stáblista felolvasása: Bozai József
- Magyar szöveg: Schéry András
- Hangmérnök: Balogh Mihály
- Rendezőasszisztens: Mata Zsófi
- Vágó: Lajtai Erzsébet
- Gyártásvezető: Kovács Gyula
- Szinkronrendező: Wessely Ferenc
- Szinkronstúdió: Pannónia Filmstúdió
- Megrendelő: Magyar Televízió Zrt.

## Magyarországi hatása
- A kosztümös sorozat akkora sikert aratott Magyarországon, hogy az a városi legenda[3] is elterjedt, miszerint gyűjtést indítottak a rabszolgalány felszabadítására.
- A sorozat főszereplője, Lucelia Santos 1987-ben Magyarországra látogatott. Az utazást az MTV intézte, a költségeket a Skála Nagyáruház állta.
- Árkus József Szilveszteri Szuperbola című műsorában mutatták be a sorozat paródiáját, amely a befejező epizód utáni eseményeket képzelte el, és magyar politikai utalásokat is tartalmazott. A főbb szerepeket (Isaurát, Leonciót és Beltrão urat) Gálvölgyi János alakította. A gonosz rabszolgalány, Rosa megformálója a sorozatbeli magyar hangja, Pálos Zsuzsa volt. Alvaro megformálója Balázs Péter, míg Januariáé Csala Zsuzsa volt. Lucélia Santos magyarországi látogatása alkalmával maga is látta a paródiát, és annyira megtetszett neki, hogy egy kópiát magával vitt távozásakor.
- A Markos–Nádas duó Hacsek, Sajó és Isaura címmel készített kabaréjelenetet, amelyben Hacsek és Sajó a sorozatról beszélgetnek.
- A TV2-csoport 2016-ban indult sorozatcsatornáját Izaura TV-nek nevezték el.